# A Miner's Romance
A Miner's Romance est un film muet américain sorti en 1914.

## Fiche technique
- Scénario : Seymour Hastings, d'après son histoire
- Date de sortie :  États-Unis : 26 août 1914

## Distribution
- Murdock MacQuarrie : Bob Jenkins
- Agnes Vernon : Lucy Williams
- Lon Chaney : John Burns
- Seymour Hastings : Dave Williams